# Surendra Kumar Arora
Surendra Kumar Arora es un diplomático indio retirado.
- Surendra Kumar Arora es hijo de M.L. Arora
- En 1962 entró al Indian Foreign Service.
- De 1963 a 1966 fue segundo secretario de embajada en Washington D. C.
- De 1966 a 1968 subsecretario en Ministerio de Asuntos Exteriores (India).
- De 1968 a 1971 fue primer secretario de embajada en Moscú.
- En 1971 fue primer secretario de embajada en Islamabad.
- De 1971 a 1974 fue secretario adjunto del Ministerio de Asuntos Exteriores (India).
- De 1974 a 1977 fue consejero de embajada en Moscú.
- De 1977 a 1980 fue ministro de embajada en Katmandú.
- De 1980 a 1982 fue director del departamento Asia Occidental y Norte de África en el Ministerio de Asuntos Exteriores (India).
- De 1982 a 1985 fue embajador en Varsovia.
- De 1985 a 1989 fue embajador en Adís Abeba.
- De 1989 a 1992 fue comisiondo en Hong Kong.
- De 1993 a 1994 fue embajador en Teherán.
- Del 01 de agosto de 1994 al 31 de julio de 1996 fue embajador en Lisboa.[1]